# Ascomicots
Els ascomicots (Ascomycota) constitueixen una divisió (o fílum) del regne dels fongs (Fungi). El seu nom deriva del mot asc, del grec ἀσκός (askos), que és la seva estructura microscòpica de reproducció sexual. L'asc, una mena de sac, conté les espores, anomenades ascòspores. Antigament s'anomenaven ascomicets (vegeu més avall l'apartat nomenclatura).
És la divisió més nombrosa dels fongs amb unes 64.000 espècies conegudes. Tanmateix, algunes espècies d'ascomicets tenen només reproducció asexual i, per tant, no formen ascs ni ascòspores i anteriorment estaven classificats dins dels deuteromicets (Deuteromycota). Els ascomicots són un grup monofilètic, és a dir, tots els seus membres tenen un antecessor comú.
Aquest grup és de gran importància per als humans, ja que són font de medicines com els antibiòtics i utilitzats per a fer el pa, begudes alcohòliques i formatge, però també poden ser patògens dels humans i de les plantes.
Entre els seus membres més coneguts hi ha les múrgules, les tòfones, la banya del sègol, el llevat de cervesa i el llevat de fer pa. Estableixen relacions simbiòtiques amb algues per a fer la majoria dels líquens. Diverses espècies d'ascomicots són organismes models en biologia.

## Nomenclatura
Abans del reconeixement del regne dels fongs (Fungi), els fongs amb ascs eren considerats una classe, no pas una divisió, i per tant s'usava el sufix "-mycetes", propi de les classes, per denominar-los (Ascomycetes; catalanitzat, ascomicets). L'elevació al nivell de divisió de la categoria taxonòmica dels Ascomycetes va donar lloc als noms Ascomycetae, Ascomycotina i, finalment, Ascomycota (catalanitzat, ascomicots), amb el sufix "-mycota" que, segons el Codi Internacional de Nomenclatura per a algues, fongs i plantes (Codi de Shenzhen), és el sufix normatiu que s'ha de fer servir per a denominar les divisions.

## Característiques

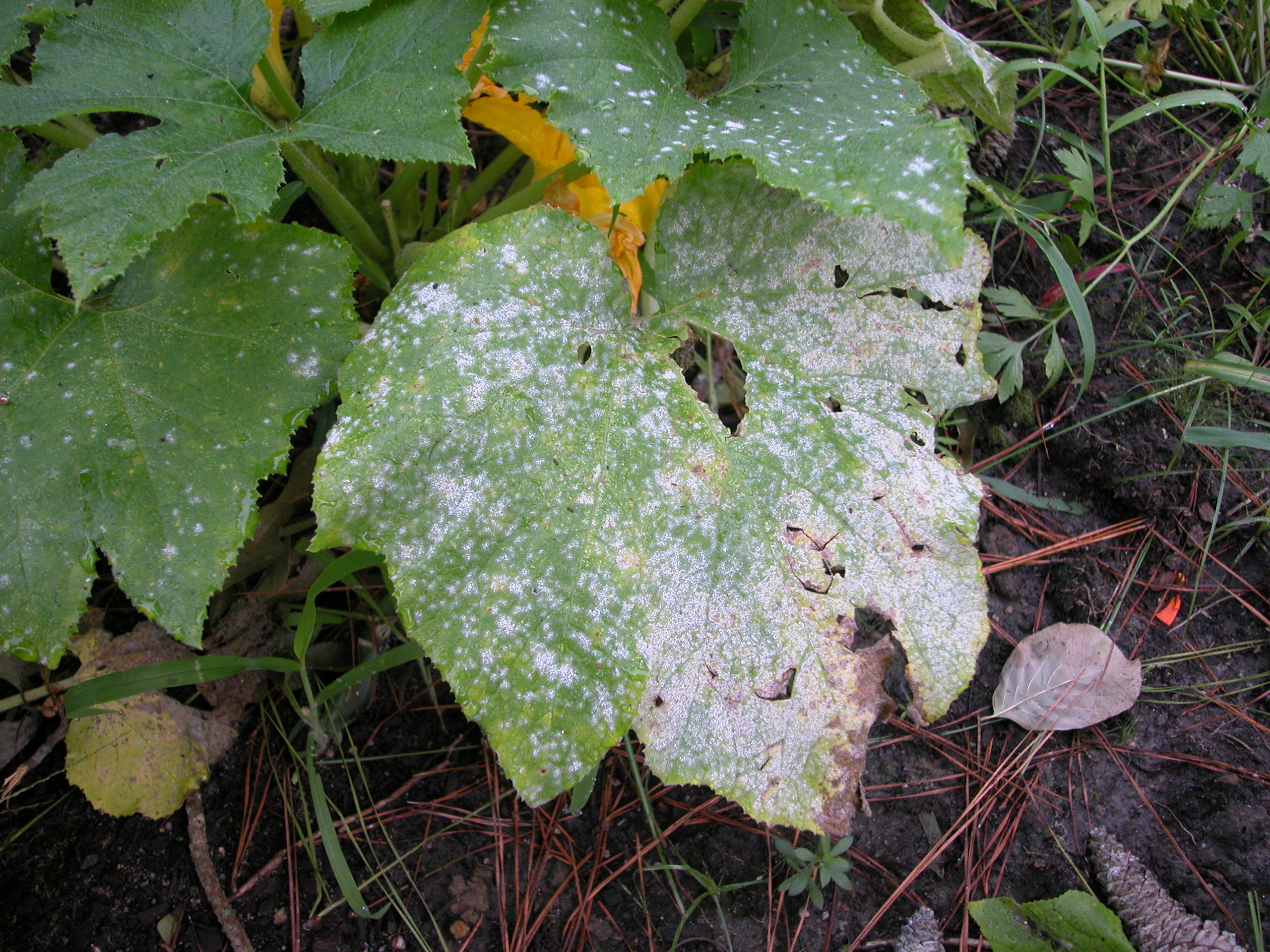
Mildiu

Els ascomicets són morfològicament diversos. El grup inclou organismes des de llevats unicel·lulars fins a fongs complexos en forma de copa. Al voltant del 42%  tots els membres del fílum Ascomycota formen associacions simbiòtiques amb algues per formar líquens. El 98% dels líquens tenen un ascomicet com a part fúngica de l'associació.[5]
La característica unificadora entre aquests grups diversos és la presència d'una estructura reproductiva coneguda com a asc, tot i que en alguns casos té un paper reduït en el cicle de vida.
El miceli dels ascomicets sol estar format per hifes septades. Tanmateix, no hi ha necessàriament un nombre fix de nuclis a cadascuna de les divisions. Les parets septals tenen porus que proporcionen continuïtat citoplasmàtica a través de les hifes. En condicions adequades, els nuclis també poden migrar entre compartiments septals a través dels porus.
Un caràcter únic dels ascomicots (però no present en tots els ascomicots) és la presència de cossos de Woronin a cada costat dels septes que separen els segments de les hifes que controlen els porus septals. Si una hifa adjacent es trenca, els cossos de Woronin bloquegen els porus per evitar la pèrdua de citoplasma al compartiment trencat. Els cossos de Woronin són estructures esfèriques, hexagonals o rectangulars unides a la membrana amb una matriu proteica cristal·lina.
Les parets cel·lulars de les hifes estan compostes de manera variable per quitina i β-glucans, igual que els Basidiomycota. Tanmateix, aquestes fibres estan fixades en una matriu de glicoproteïna que conté els monosacàrids galactosa i mannosa.
Molts ascomicets tenen importància comercial. Alguns tenen un paper beneficiós, com els llevats utilitzats en la forneria, i la fermentació de la cervesa i del vi, a més de les tòfones i les múrgoles, que es consideren delícies gastronòmiques. La floridura Penicillium s'utilitza per produir l'antibiòtic penicil·lina.
Nombrosos espècies produeixen infeccions en els humans amonedades micosis, algunes de greus (aspergil·losi, histoplasmosis, tinya, etc.). Molts espècies són fitopatògenes i causen malalties a les plantes, com la grafiosi, el míldiu, la sarna de la poma, la fallada de l'arròs i banya del sègol.
La majoria dels ascomicets són terrestres o paràsits. Tanmateix, alguns s'han adaptat a ambients marins o d'aigua dolça.[6] Alguns, com les múrgoles, formen importants relacions micorríziques amb les plantes, proporcionant així una millor absorció d'aigua i nutrients i, en alguns casos, protecció contra els insectes.

## Reproducció
En les espècies que tenen reproducció sexual, generalment hi ha un òrgan de reproducció femení, l'ascogoni, que té una prolongació anomenada tricògina, i un òrgan masculí anomenat espermatangi, que genera gàmetes masculins anomenats espermacis, o anomenat anteridi si els gametangis contacten directament. La fecundació és dona a la tricògina, i consisteix inicialment en plasmogàmia (fusió de citoplasmes) però no cariogàmia (fusió de nuclis). Això generarà hifes amb 2 nuclis per cèl·lula, estat que es coneix com a dicariosi. Les hifes dicariòtiques, juntament amb les hifes monocariòtiques de la resta del miceli o no, formaran el cos fructífer del fong, l'ascocarp. A més de mitjançant fecundació, alguns ascomicots poden crear hifes ascògenes mitjançant partenogènesi (aparellament espontani de nuclis a l'ascogoni sense necessitat de fecundar) o directament a partir d'hifes somàtiques.
Dins l'ascocarp les hifes ascògenes donaran lloc als ascs mitjançant un procés anomenat uncinulació. Les hifes es corben formant una estructura similar a un ganxo anomenada uncínul. Els 2 nuclis es dividiran, formant 2 nuclis paterns i 2 materns. Un nucli matern i un patern es situaran a l'àpex del ganxo a la corba, i els dos restants es situaran un a la base i l'altre a la punta de l'uncínul passada la corba. Es formarà un septe a l'àpex de l'uncínul aïllant els dos nuclis que hi estaven situats per una banda, i per l'altra el nucli que estava passada la corba tornarà a la base mitjançant una connexió. La base amb 2 nuclis pot continuar creixent però a l'àpex aïllat els 2 nuclis es fusionaran (cariogàmia) i faran una meiosi i una mitosi seguides, generant 8 nuclis en total, Aquest àpex aïllat esdevindrà l'asc, una mena de sac, i els 8 nuclis formaran 8 ascòspores dins l'asc. Aquest procés deixa bonys reconeixibles a les hifes dicariòtiques.
Alguns ascomicots formen estructures anomenades estromes formades d'hifes vegetatives que sostenen estructures reproductores siguin sexuals o asexuals.
A part de la reproducció sexual, els ascomicots també es reprodueixen mitjançant reproducció asexual, formant espores anomenades conidis sobre hifes especialitzades anomenades conidiòfors. En alguns ascomicots, antigament classificats com a deuteromicets, aquesta és l'única via de reproducció.

#### Tipus d'asques

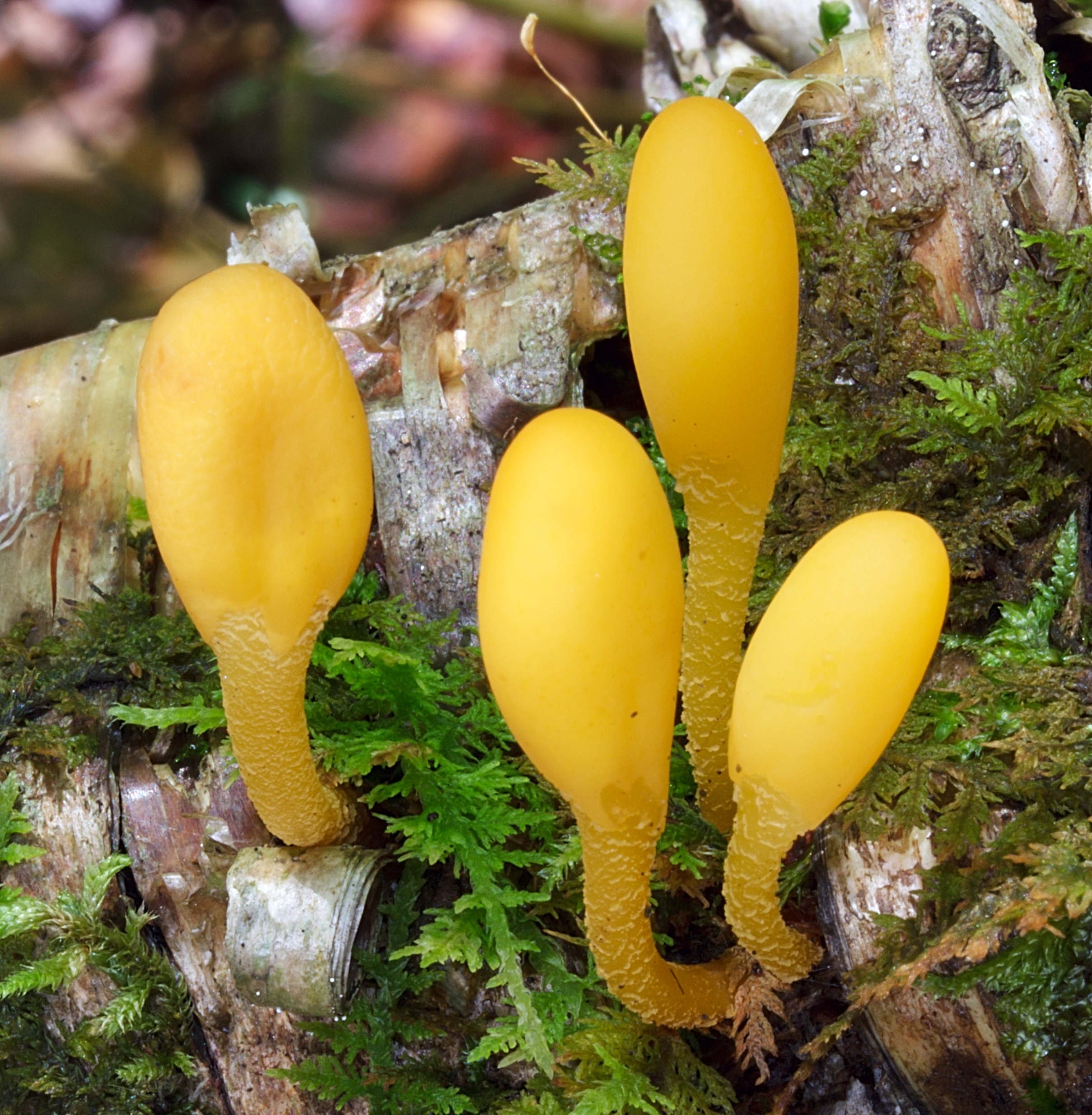
Microglossum rufum.

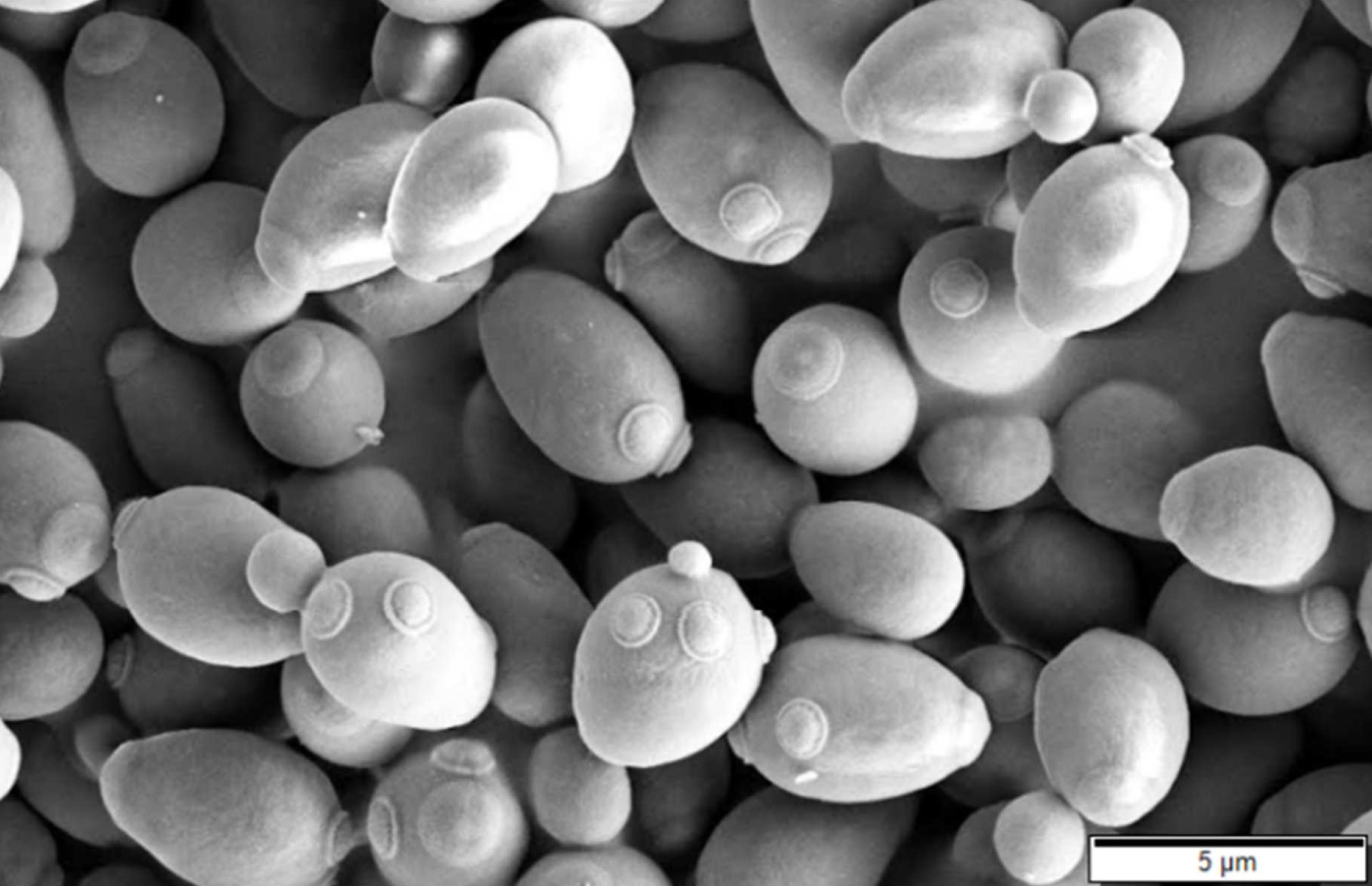
Llevadures de Saccharomyces cerevisiae.

Com ja esmentem les ascòspores són el resultat de la meiosi la qual es duu a terme dins de les asques (o fàstics) que a partir d'estudis de microscòpia han pogut diferenciar-se en: protunicades, unitunicades i bitunicades. Aquests tipus d'asques varien en funció de les seves parets i el seu mecanisme d'alliberament d'espores:
- Asques protunicades: únicament presenten una paret i el seu mecanisme de dehiscència depèn del trencament d'aquesta capa de fràgil naturalesa.
- Asques unitunicades: presenten una paret i el seu mecanisme de dehiscències està regulat per un orifici a la regió apical anomenada opercle.
- Asques bitunicades: presenten dues parets, una d'elles surt per a expulsar les ascòspores.

## Ecologia
Els ascomicots desenvolupen una funció central en la majoria dels ecosistemes terrestres. S'ocupen de la descomposició de materials orgànics, com a fulles mortes, tiges, arbres caiguts, etc. i ajuden als animals detritívors que viuen de la matèria orgànica a obtenir els seus nutrients. Processen matèries com la cel·lulosa i la lignina, que són difícils d'explotar, per tot això juguen un paper molt important en els cicles naturals del nitrogen i del carboni.
Els cossos fructífers o ascocarps proveeixen aliment a un conjunt divers d'animals, com a insectes, llimacs, caragols fins a rosegadors i mamífers grans com el cérvol i el porc salvatge.
Els fongs ascomicets són coneguts també per les seves relacions simbiòtiques amb altres organismes.

### Líquens

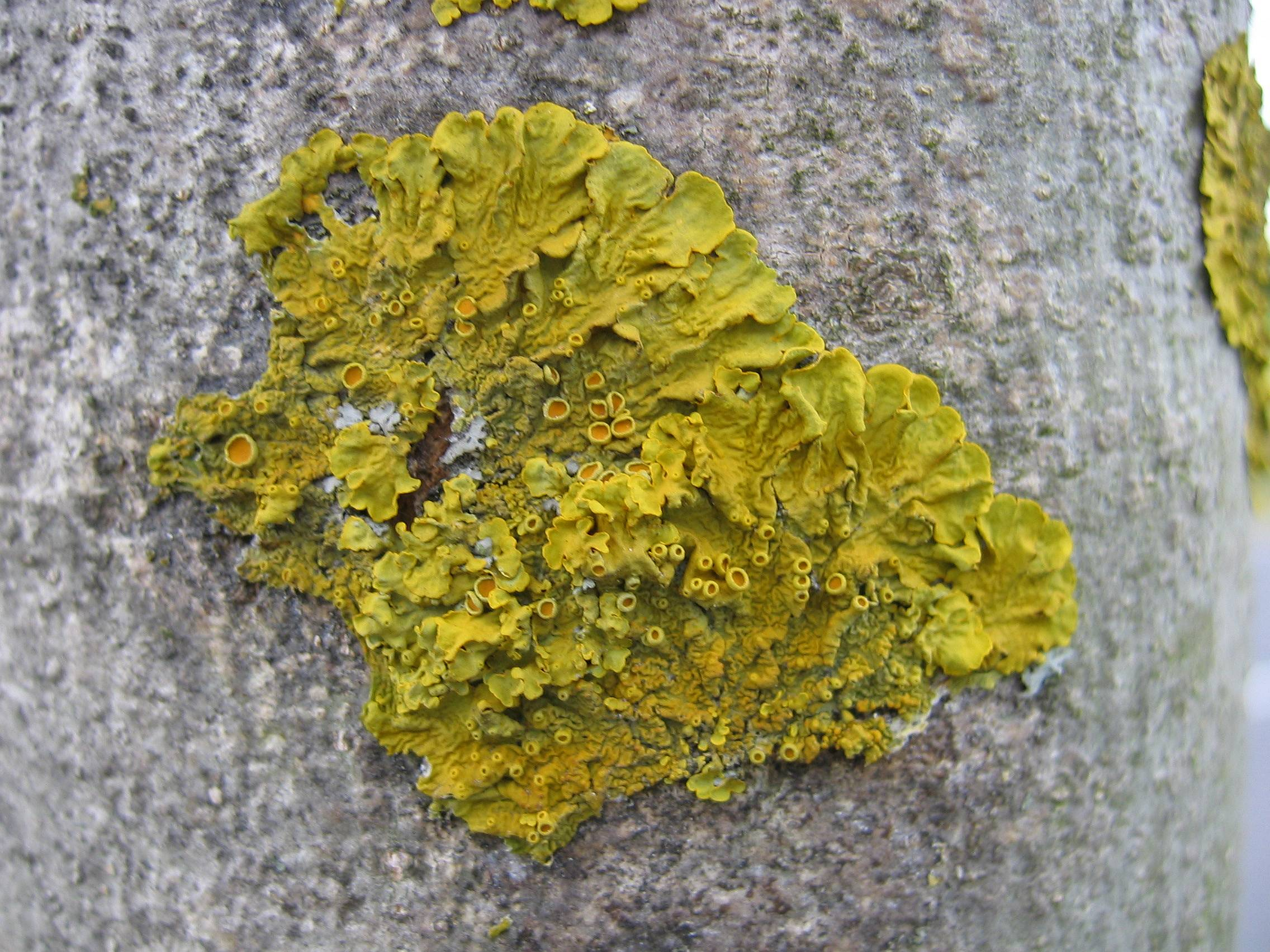
Xanthoria parietina, un liquen corrent als Països Catalans.

Probablement des de molt aviat en la seva història evolutiva els ascomicets es van formar associacions amb les algues verdes (Chlorophyta), i altres tipus d'algues i cianobacteris. Junts formen relacions mutualistes conegudes com a líquens, organismes que subsisteixen en regions summament inhòspites de la Terra, incloent-hi l'àrtic, els deserts i cims d'altes muntanyes i poden aguantar temperatures extremes entre -40 °C a +80 °C. Mentre que el soci fotoautòtrof, l'alga, crea energia metabòlica per mitjà de la fotosíntesi, el fong li ofereix un suport i la protegeix contra la radiació i la deshidratació. Al voltant del 42% dels ascomicots (aproximadament 18.000 espècies) formen líquens i la gran majoria dels fongs que formen líquens pertanyen a aquest grup. La proporció de basidiomicots és del 2 al 4 per cent.

### Micorrizes i fongs endòfits
Els ascomicots formen dos importants tipus de relacions amb les plantes: les micorrizes i els endòfits. Les micorrizes són associacions simbiòtiques del fong amb el sistema d'arrels de les plantes; el fong realitza l'absorció de sals i minerals del sòl en forma molt més eficient que les arrels de la planta. Per la seva part la planta proporciona els productes de fotosíntesi al fong. En el cas de moltes espècies, com la majoria de les coníferes i moltes altres plantes, aquesta associació és de vital importància. Fins i tot, en uns certs casos el fong transporta nutrients d'una planta a una altra contribuint a la robustesa de l'ecosistema. És possible que les micorrizes hagin existit des de molt primerenc en el procés de la invasió dels ambients terrestres per les plantes. Hi ha evidència que els fòssils de plantes terrestres més antics ja presentaven micorrizes.
Els endòfits viuen dins de les plantes, especialment en les tiges i fulles, però generalment no danyen a l'hoste. Encara no es coneix bé la naturalesa exacta d'aquesta relació, però sembla que aquesta associació confereix una major resistència contra els insectes, els nematodes i els bacteris; també és possible que contribueixi a la producció d'alcaloides tòxics usats per les plantes en el seu defensa contra els herbívors.

### Relacions simbiòtiques amb animals
Una sèrie d'espècies d'ascomicets del gènere Xylaria es troben en els nius de formigues talladores de fulles de Sud-amèrica i altres formigues de la tribu Attini que conreen fongs i també en els cultius de fongs dels tèrmits (Isoptera). Aquests fongs recentment formen ascocarps després que els insectes se n'han anat així que es pensa que es tracta de fongs conreats per ells per comparació amb el que ocorre en diversos casos d'associacions amb Basidiomycota.
Els escarabats de l'escorça, de la família Scolytidae, són simbionts importants d'ascomicets. Les femelles transporten les espores a la nova planta hoste en sacs, anomenat micetangis, sota la quitina. Corquen túnels dins de la fusta i fan cambres o cel·les que usen per a posar els seus ous. Quan dipositen els ous també deixen espores de les quals creixen les hifes que poden efectuar la descomposició de la fusta. Quan neixen les larves s'alimenten dels fongs. Després de la metamorfosi impliquen espores amb les quals poden infectar a altres arbres. Un exemple ben conegut d'això és la grafiosi, causada pel fong Ophiostoma ulmi, transmès per l'escarabat de l'escorça dels oms Scolytus multistriatus.

## Taxonomia

Cicle biològic d'un ascomicot

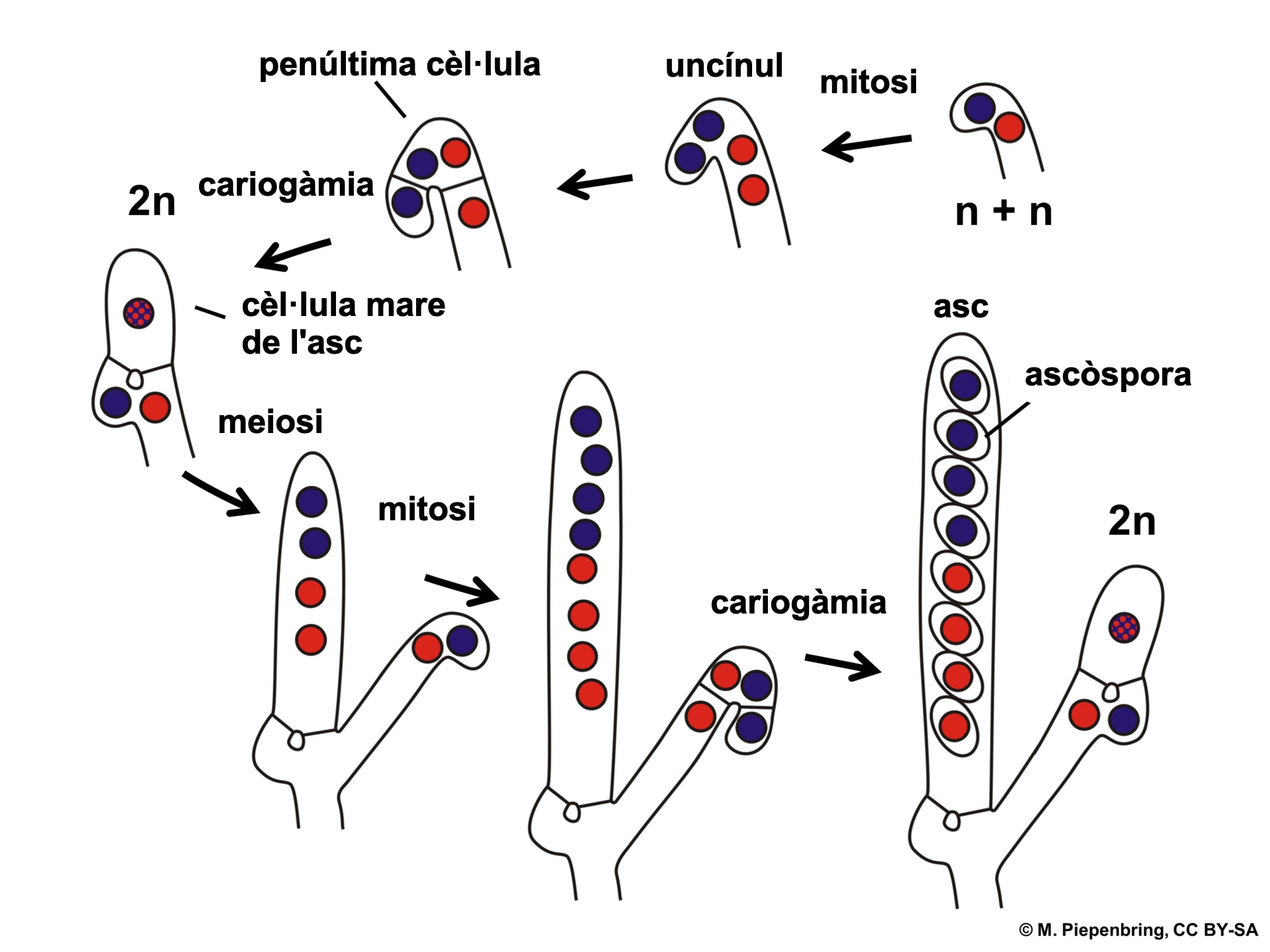
Diagrama del procés d'uncinulació

La classificació dels ascomicots és lluny molt de ser definitiva. La darrera actualització, consensuada per la comunitat micològica, és del 2024 i inclou diverses novetats respecte a les classificacions anteriors. No obstant, continuen havent-hi nombrosos gèneres, famílies i fins i tot ordres incertae sedis (sense ubicar en l'esquema classificatori):
Subdivisió Pezizomycotina
- Classe Arthoniomycetes
- Classe Dothideomycetes
- Classe Eurotiomycetes
- Classe Laboulbeniomycetes
- Classe Lecanoromycetes
- Classe Leotiomycetes
- Classe Lichinomycetes
- Classe Orbiliomycetes
- Classe Pezizomycetes
- Classe Sordariomycetes
- Classe Xylobotryomycetes

Subdivisió Saccharomycotina
- Classe Alloascoideomycetes
- Classe Dipodascomycetes
- Classe Lipomycetes
- Classe Pichiomycetes

- Classe Saccharomycetes
- Classe Sporopachydermiomycetes
- Classe Trigonopsidomycetes

Subdivisió Taphrinomycotina
- Classe Archaeorhizomyces
- Classe Neolectomycetes
- Classe Novakomycetes
- Classe Pneumocystidomycetes
- Classe Schizosaccharomycetes
- Classe Taphrinomycetes